# Эоцен
Эоце́н (от др.-греч. ἠώς — «рассвет» + καινός — «новый») — вторая геологическая эпоха палеогенового периода. Начался 56,0 и закончился 33,9 млн лет назад. Продолжался, таким образом, 22,1 млн лет. Наступил за палеоценом и будет сменён олигоценом впоследствии.
В эоцене происходило интенсивное горообразование в рамках альпийской складчатости; так, именно тогда начался рост Гималаев, Альп, Кавказа и других горных систем. Начался эоцен с резкого теплового максимума, а позже, около 49 млн лет назад, на планете произошло значительное похолодание в результате массового размножения водяного папоротника азоллы. В конце эпохи произошло массовое вымирание.
В эоцене возникли первые китообразные. Значительно увеличилось распространение и количество видов муравьёв. Антарктида в начале эоцена была покрыта тропическими лесами, а в конце эпохи на континенте образовались ледяные шапки.

## История термина и подразделения
| система                                                                          | отдел    | ярус          | Нижняя граница, млн лет |
| -------------------------------------------------------------------------------- | -------- | ------------- | ----------------------- |
| Неоген                                                                           | Миоцен   | Аквитанский   | 23,04                   |
| Палеоген                                                                         | Олигоцен | Хаттский      | 27,3                    |
| Палеоген                                                                         | Олигоцен | Рюпельский    | 33,9                    |
| Палеоген                                                                         | Эоцен    | Приабонский   | 37,71                   |
| Палеоген                                                                         | Эоцен    | Бартонский    | 41,03                   |
| Палеоген                                                                         | Эоцен    | Лютетский     | 48,07                   |
| Палеоген                                                                         | Эоцен    | Ипрский       | 56,0                    |
| Палеоген                                                                         | Палеоцен | Танетский     | 59,24                   |
| Палеоген                                                                         | Палеоцен | Зеландский    | 61,66                   |
| Палеоген                                                                         | Палеоцен | Датский       | 66,0                    |
| Мел                                                                              | Верхний  | Маастрихтский | больше                  |
| Деление и золотые гвозди в соответствии с IUGS по состоянию на декабрь 2024 года |          |               |                         |

Название «эоцен» было предложено шотландским геологом Чарлзом Лайелем в 1833 году. В 1855 году из состава эоцена выделили олигоцен, а в 1874 — палеоцен.
Эоценовую эпоху делят на 4 века:
Ипрский век (56,0—47,8 млн лет назад) —  совпал с началом палеоцен-эоценового теплового максимума, периода быстрого и интенсивного глобального потепления, которое привело к вымиранию многочисленных бентосных фораминифер. В стратиграфии это отмечается изменением изотопа 13C, поскольку уровень CO2 вырос, а отношение изотопа 13C к 12C уменьшилось. Отмечается активным развитием планктона и появлением рода фораминифер Hantkenina.
Лютетский век (47,8—41,2 млн лет назад) —  отмечается обилием морских беспозвоночных — моллюски, кораллы, морские ежи. Отмечается почти полным исчезновением около 40,4 млн лет назад.

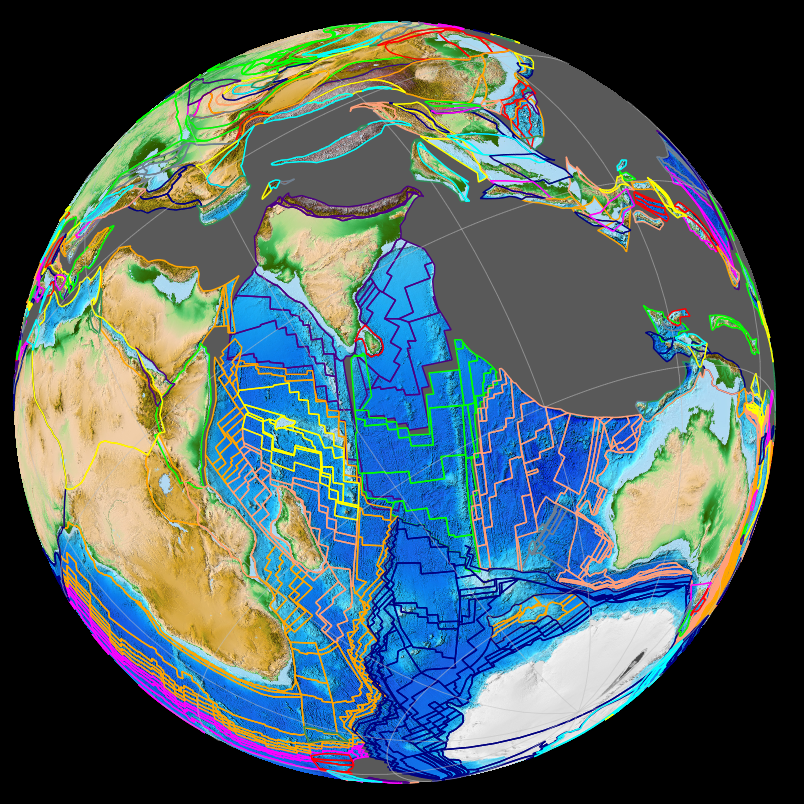
Открытие восточной части Индийского океана 40 млн лет назад: Индийская и Австралийская плиты сливаются

Бартонский век (41,2—37,71 млн лет назад) —  граница окончания отмечается по появлению кокколитофориды Chiasmolithus oamaruensis.
Приабонский век (37,71—33,9 млн лет назад) — отмечается массовым вымиранием и изменением животного мира. Его конец в стратиграфии отмечается исчезновением Hantkenina.

## Палеогеография
Третье и последнее крупное разделение суперконтинента Пангеи, произошло в начале кайнозоя, между палеоценом и олигоценом. Континент Лаврентия, представлявший собой соединённые современные Северную Америку и Гренландию, продолжил отделяться от Евразии и таким образом расширялся ещё молодой Атлантический океан. Древний океан Тетис продолжил изолироваться от мирового океана из за сближения Африки и Евразии. В начале эоцена Австралия всё ещё была соединена с Антарктидой, но во время лютетского века Австралия отделилась и более с Антарктидой не сближалась. В итоге Антарктида осталась изолированным континентом и это в итоге приведёт к глобальным последствиям для климата.
В конце эоцена в результате падения метеоритов образовались: кратер Попигай (35,7 ± 0,2 млн л. н.) на севере Восточной Сибири и Чесапикский ударный кратер (35,5 ± 0,3 млн л. н.) на восточном побережье Северной Америки.

### Горообразование

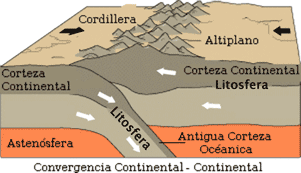
Горообразование вызывается столкновением двух тектонических плит.

Кайнозой был эпохой интенсивного роста горных цепей. Образовались горы системы Тетис, в Евразии появились Альпы, Карпаты, горы Малой Азии, Ирана. Гималаи в Юго-Восточной Азии. Рост горных цепей вызвал интенсивные изменения в регионах, прилегающих к горам. Индийский субконтинент, ранее отделившийся от Гондваны в меловом периоде, двигался по 16 см в год и столкнулся с Евразией в начале эоцена. В итоге начался ещё более активный рост Гималаев, на сегодня эта горная система самая высокая на Земле и до сих пор растёт приблизительно на 5 сантиметров в год. В центре Азии продолжили расти горные системы. Также начали расти Чёрные холмы в Южной Дакоте, Вайоминге и горная система Аппалачей на Восточном побережье Северной Америки.

## Климат
Климат в период эоцена была самым однородным в кайнозое. Разница температур от экватора к полюсам была в два раза меньше, чем сегодня. Глубоководные океанские течения были только тёплыми. Полярные регионы были намного теплее современности, температуры там, где сегодня Арктика и Антарктида, были аналогичны современным температурам на Северо-Западе США. Умеренные леса достигали полюсов, влажный тропический лес достигал 45 градусов северной широты. В начале эоцена Австралия и Антарктида были единым континентом, и холодные и тёплые океанские течения смешивались, поддерживая однородную температуру океана. В целом, большую часть эоцена Земля не имела постоянного снежного покрова и ледников.

### Эволюция атмосферных парниковых газов
Метан и углекислый газ оказывают значительное влияние на температуру Земли. Конец палеоцен-эоценового теплового максимума характеризуется поглощением углекислого газа в виде клатрата метана, образованием углей и сырой нефти на дне Ледовитого океана. В итоге содержание углекислоты в атмосфере снизилось. Содержание углекислоты колебалось от 700—900 ppm до 2000 ppm в периоды активной вулканической деятельности. Современный уровень углекислого газа — 400 ppm.
Концентрация метана в современной атмосфере 0,000179 % или 1,79 ppmv. В раннем эоцене метана в атмосферу выбрасывалось в три раза больше.
Средний и поздний эоцен — это уменьшение углекислого газа в атмосфере из за увеличения продуктивности планктона и захоронения углекислоты в залежах угля и нефти. Массовое развитие азоллы 49 млн лет назад ускорило изъятие углекислоты из атмосферы и дополнительно усилило похолодание. Азолла — это морской папоротник, который активно рос в тёплом климате эоцена. При отмирании листьев они погружались на дно Ледовитого океана и таким образом изымали углекислоту из атмосфер безвозвратно. Углекислота упала до 430 ppm.
Движение Индийского субконтинента в сторону Евразии обусловило активизацию вулканической деятельности и  выбросы вулканических газов — углекислый газ в определённые периоды возрастал до 4000 ppm. Затем вплоть до конца эоцена его концентрация снижалась и на рубеже 34 миллионов лет назад углекислоты в атмосфере было 750—800 ppm.

### Ранний эоцен и проблема равномерного климата
В начале эоцена климат на Земле был тёплый, равномерный и однородный. Окаменелости крокодилов найдены в высоких широтах, где рептилии не смогли бы выживать при морозах. Так же найдены следы пальм и виды змей, которые не могут выживать при длительных заморозках. Температура поверхности океана в тропической зоне достигала 35 °C, а температура придонного слоя воды на 10 °C выше современного уровня. В данный момент уточняются способы определения температуры планеты, чтобы возросла точность таких исследований.

### Падение температуры в среднем и позднем эоцене
В начале эоцена климат был самым тёплым в кайнозое, однако затем в эоцене началось резкое похолодание и быстрый рост антарктических ледников. Переход от потепления к похолоданию начался 45 млн лет назад. Содержание изотопов углерода и кислорода в атмосфере подтверждают переход к похолоданию. Углекислый газ снизился на 2000 ppm. Причиной этого считают рост азоллы в арктических морях в силу высокой температуры и относительной изолированности арктического бассейна. По мере отмирания растений они не выносились в мировой океан и опускались на дно Арктического океана, изымая углерод из атмосферы безвозвратно.

Циркумполярное течение.

Охлаждение всей планеты продолжалось до 42 млн лет назад. После этой границы начался климатический оптимум среднего эоцена. Этот период объясняется значительным поступлением метана в атмосферу планеты. Данный процесс связан с тектоническими процессами в регионе Антарктиды и Австралии, начался активный вулканизм. Есть и предположение что углекислый газ и метан поступали от орогенеза в регионе Азии и Индии. Однако потепление было недолгим и окончилось 40 млн лет назад. Охлаждение продолжилось на протяжении всей остальной части эоцена вплоть до перехода в олигоцен. Конец эоцена и начало олигоцена ознаменованы резким ростом площади Антарктического ледяного щита. В силу разрыва перешейка между Антарктидой и Южной Америкой в районе нынешнего пролива Дрейка образовалось Циркумполярное антарктическое течение, окружающее кольцом Антарктиду. Это приводит к тому, что холодная вода из этого региона не попадает в остальной мировой океан и не согревается, таким образом поддерживая низкие температуры. Спорным остаётся момент когда течение окончательно замкнулось в круговое, указываются оценки в 42 и 32 млн лет назад.

## Фауна
Важным событием эоцена было появление многих современных отрядов млекопитающих.

### Млекопитающие
Самые древние окаменелости современных[уточнить] млекопитающих появляются в раннем эоцене. В то же время несколько новых групп млекопитающих прибывают в Северную Америку, таких как парнокопытные, непарнокопытные и приматы, с тонкими конечностями и острыми зубами. У приматов уже были конечности, способные хватать добычу пальцами. Все эти новые отряды, как правило, включали мелких млекопитающих, менее 10 килограммов. Судя по размеру зубов, эоценовые млекопитающие были на 60 % меньше, чем палеоценовые, как и те, которые существовали в олигоцене. Эта разница размеров связана с разницей температур: большие животные лучше удерживают тепло, поэтому среди сходных форм гомойотермных животных наиболее крупными являются те, которые живут в более холодном климате (правило Бергмана). К примеру, белые медведи значительно массивнее своих предков — бурых.
Среди ныне вымерших отрядов, именно пантодонтов, диноцерат и эмбритопод, однако, существовали крупные животные, до размеров носорога или несколько крупнее. Развивались и ранние хищники из отряда креодонтов, а также семейств, близких к копытным: мезонихиды, энтелодонтиды и др. Доживали свой век мезозойские млекопитающие — многобугорчатые. В изолированных Южной Америке и Австралии, а также связанной с ними в то время Антарктиде, существовали очень своеобразные фауны, в которых в той или иной степени более заметную роль, чем на северных материках, играли сумчатые.

Две группы копытных, парнокопытные и непарнокопытные, существовали на нескольких континентах и доминировали в своё время. Другие формы млекопитающих также появились во время эоцена: летучие мыши, грызуны и приматы. В морях появились первые китообразные. Базилозавр — наиболее известный китообразный из эоцена, так же группа китов быстро разделилась на разные виды и в итоге все киты стали полностью водными, хотя до этого часть видов сохраняла смешанный сухопутно-водный образ жизни. Первые сиреновые эволюционировали в эоцене и в итоге от них произошли живущие ныне ламантины и дюгони. У более древних форм млекопитающих количество и разнообразие сократились. Представители этой фауны существовали в Северной Америке, Европе, Патагонии, Египте и Юго-Восточной Азии. Морская фауна лучше всего представлена в Южной Азии и на юго-востоке США.

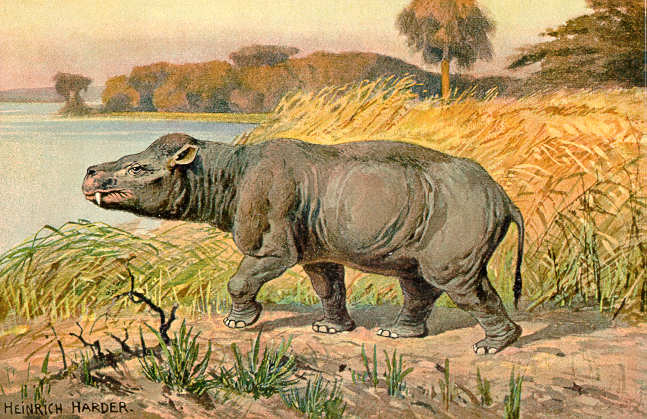
Пантодонты - корифодон
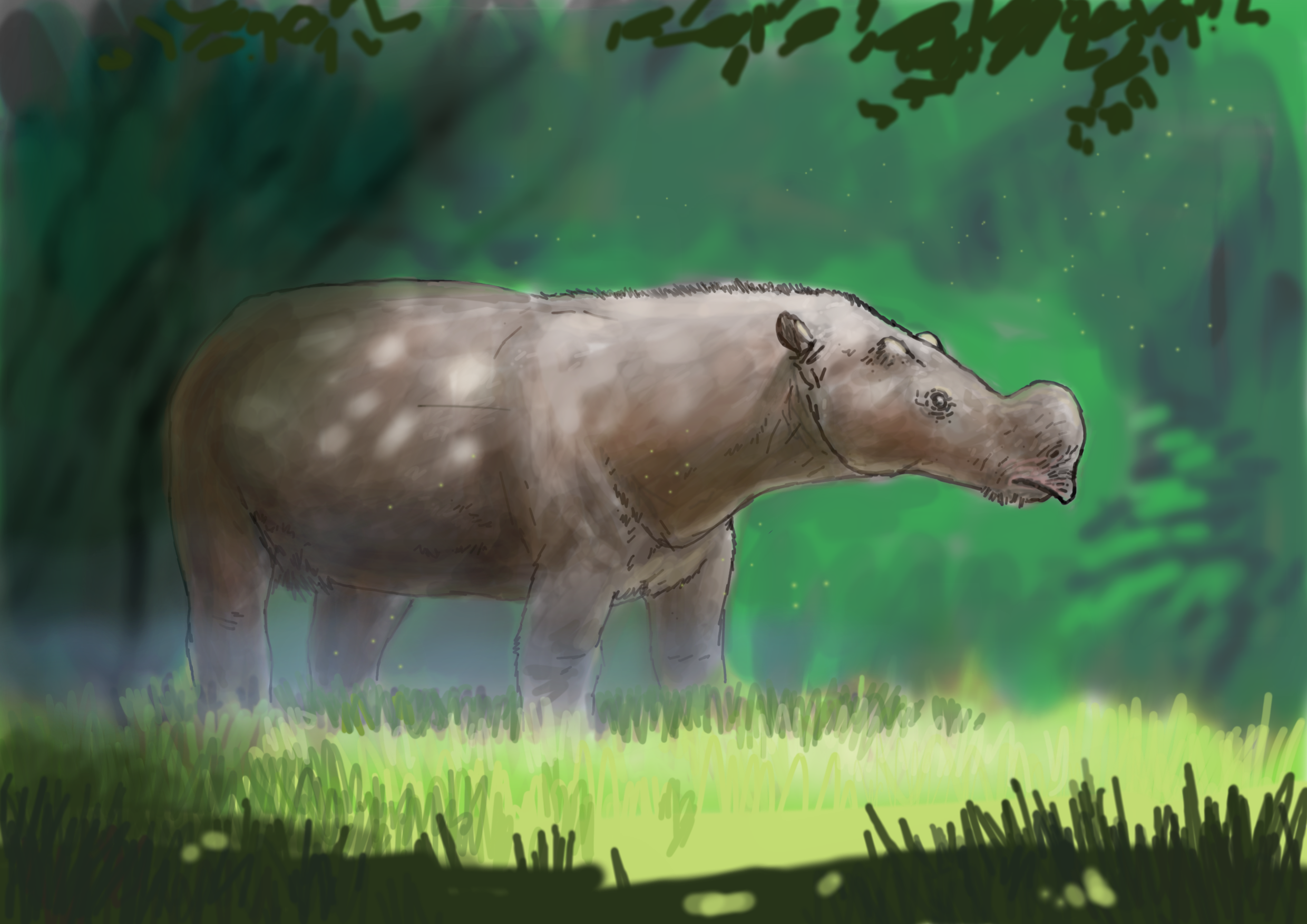
Диноцераты - гобитериум
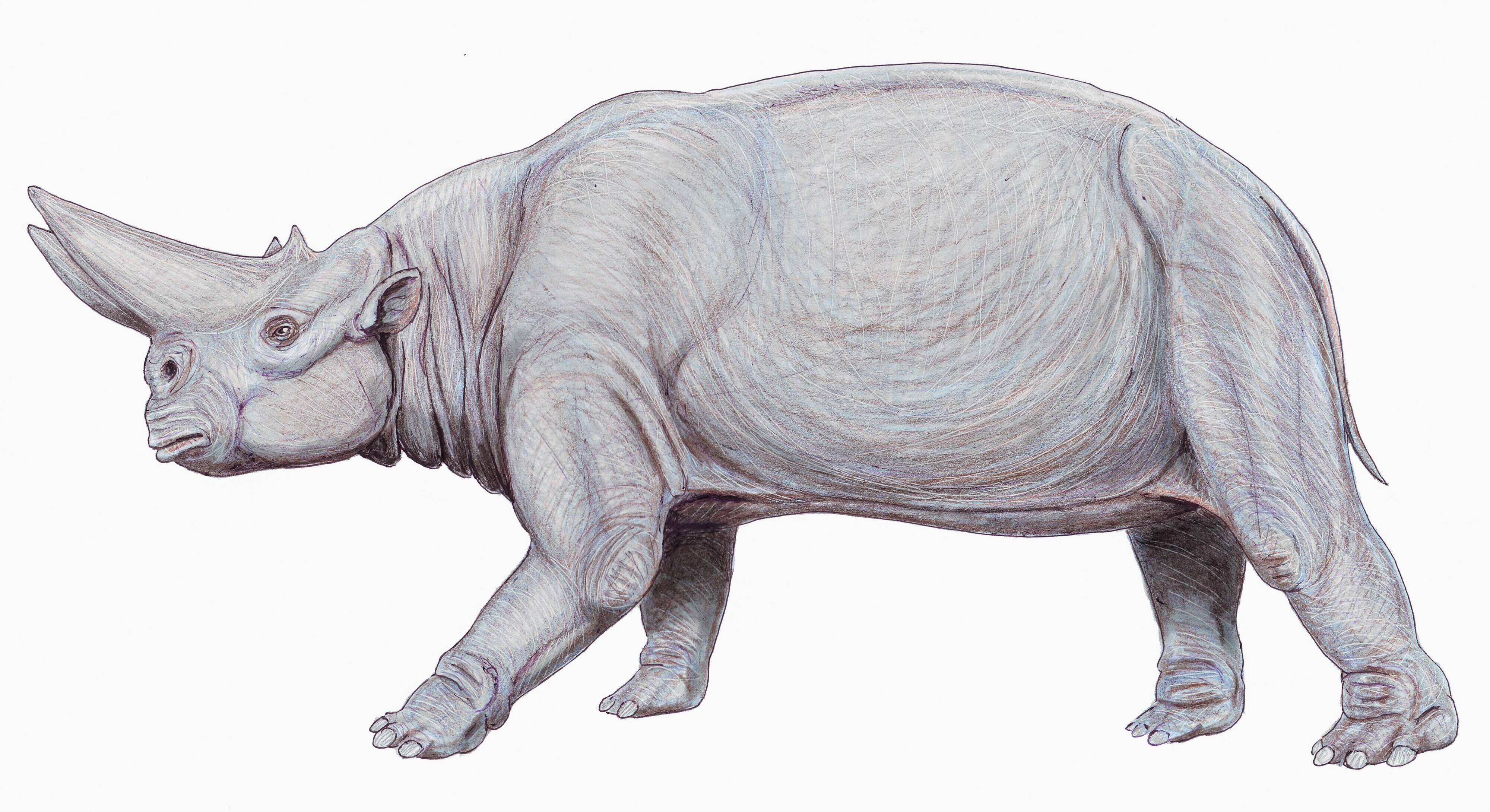
Эмбритоподы - Arsinoitherium zitteli
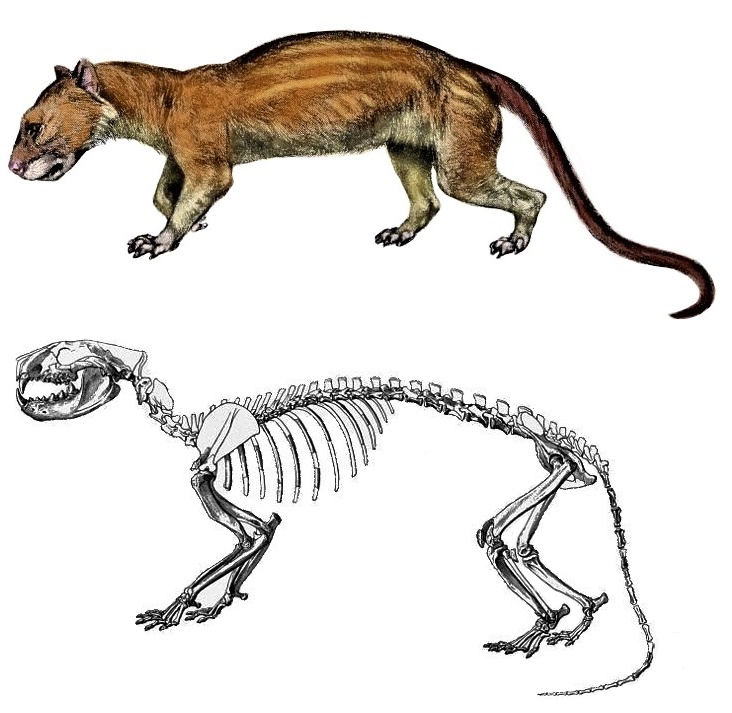
Креодонты - Oxyaena lupina
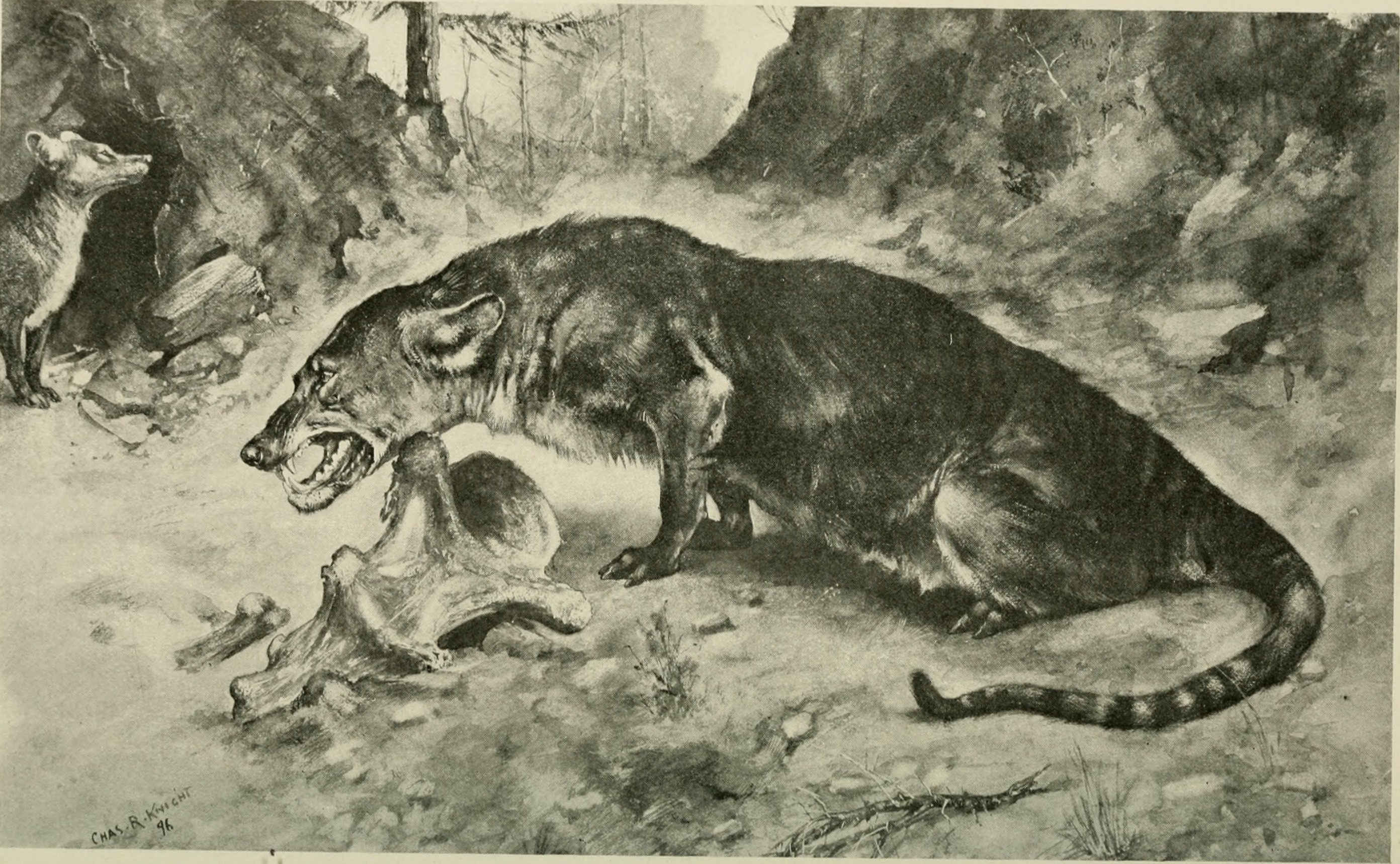
Мезонихиды - мезоникс
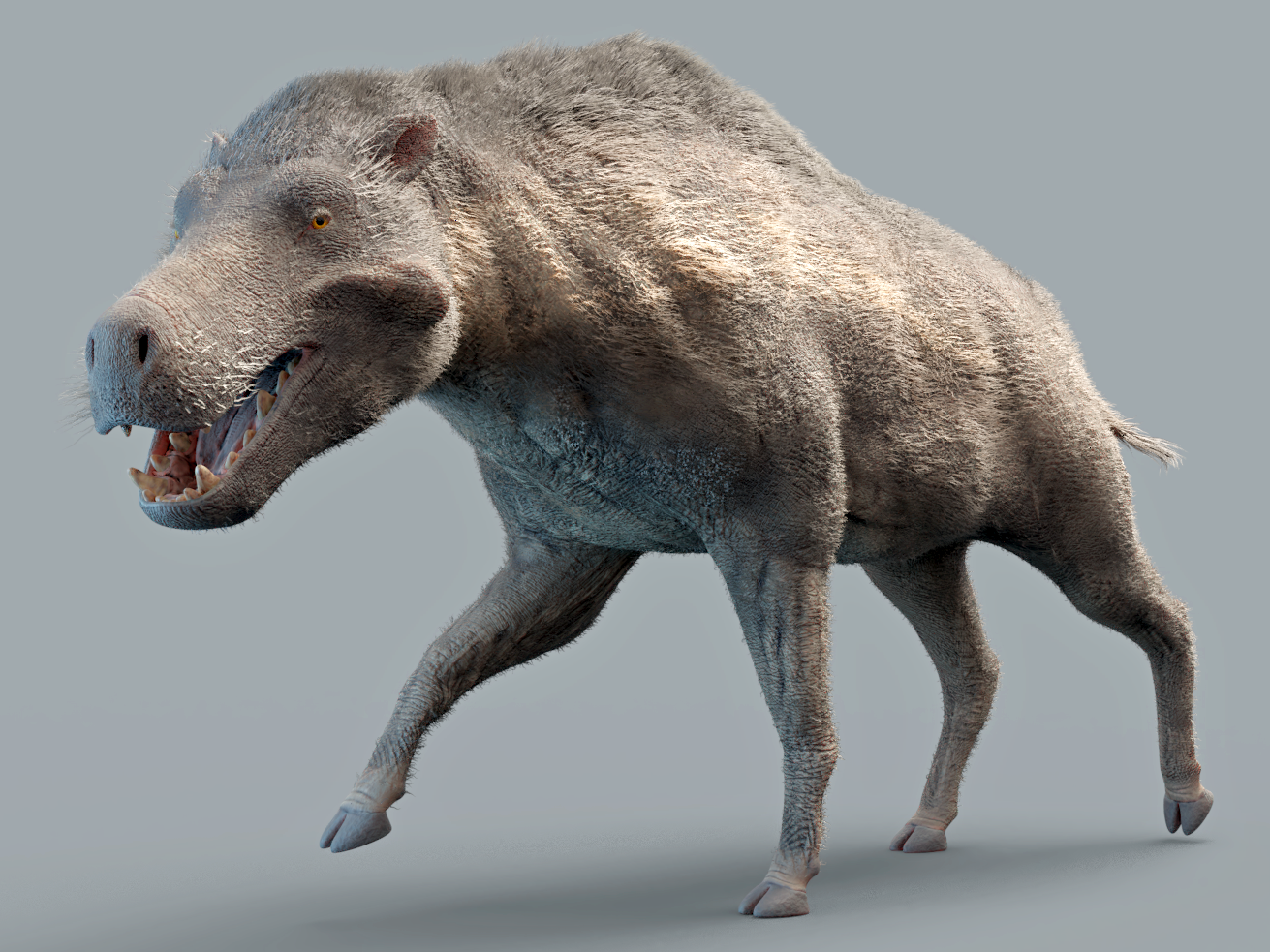
Энтелодонты - Деодон
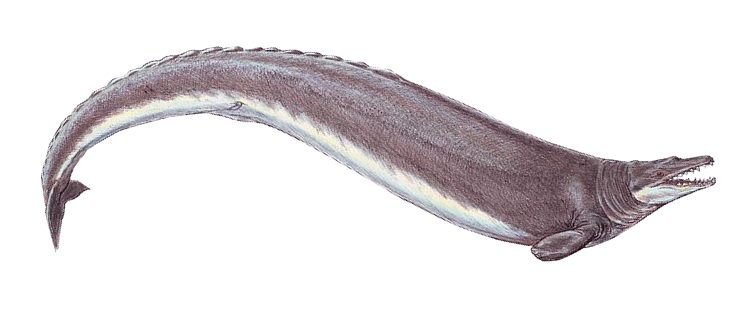
Базилозавр
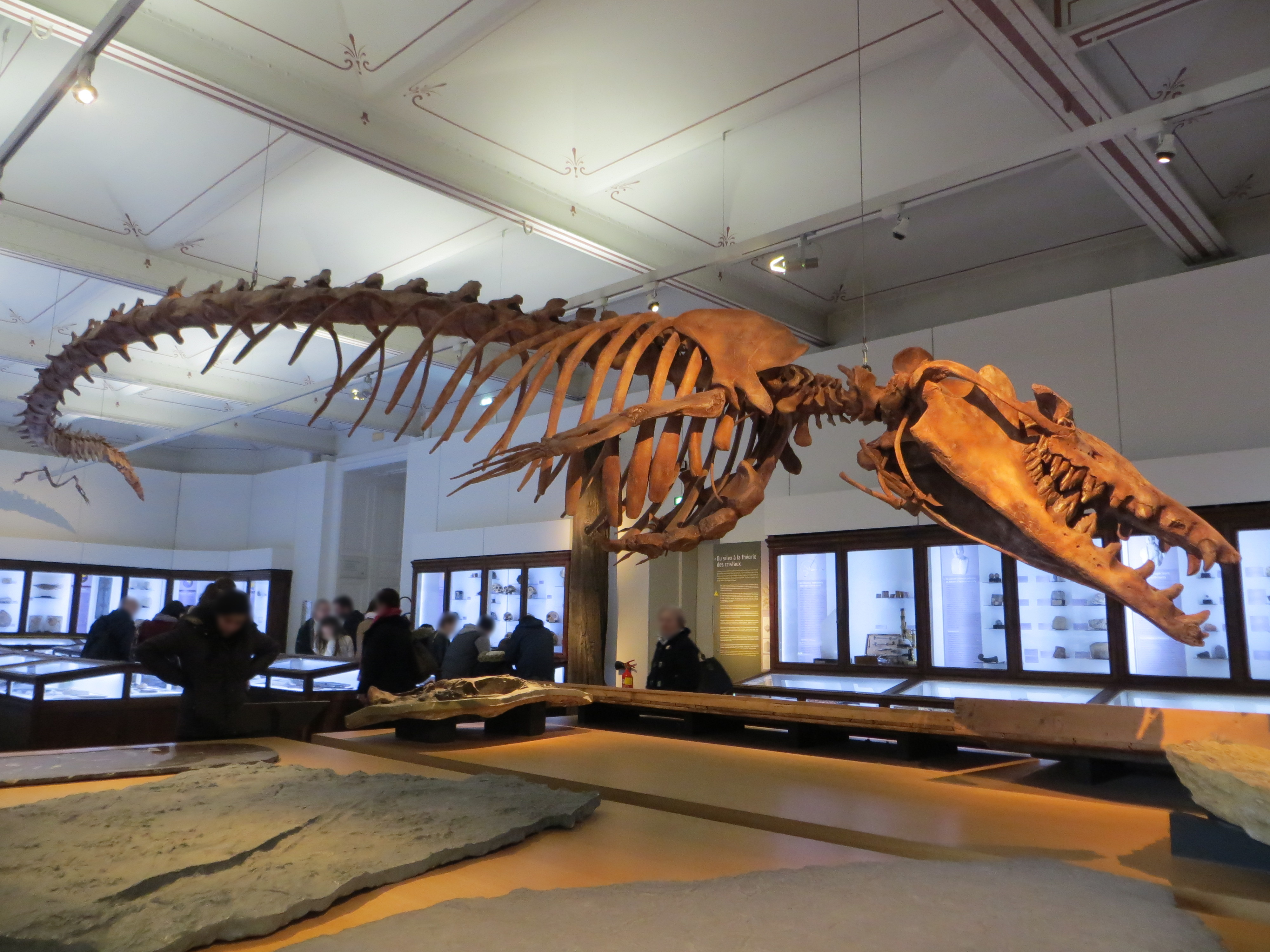
Базилозавр
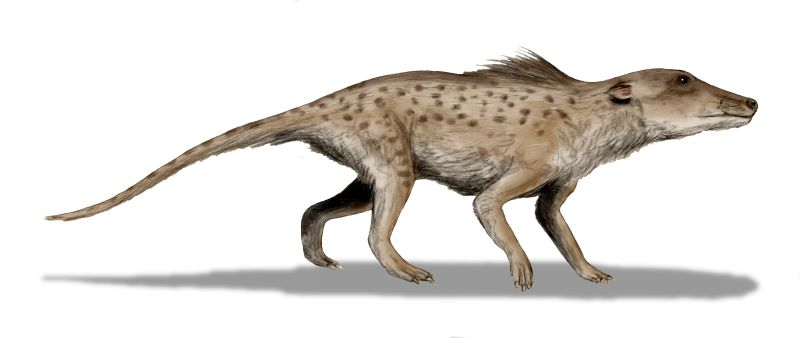
Пакицетус
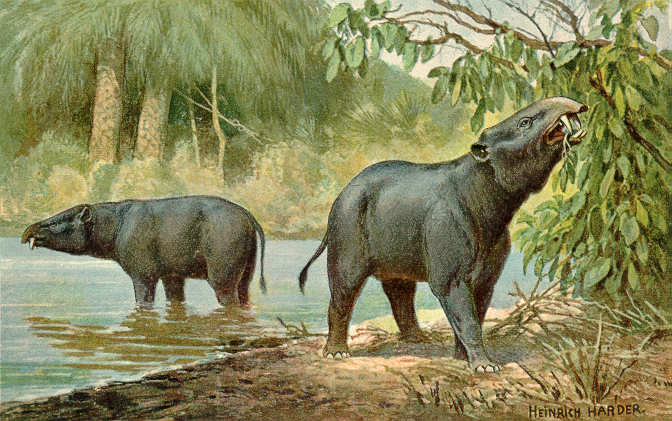
Меритерии
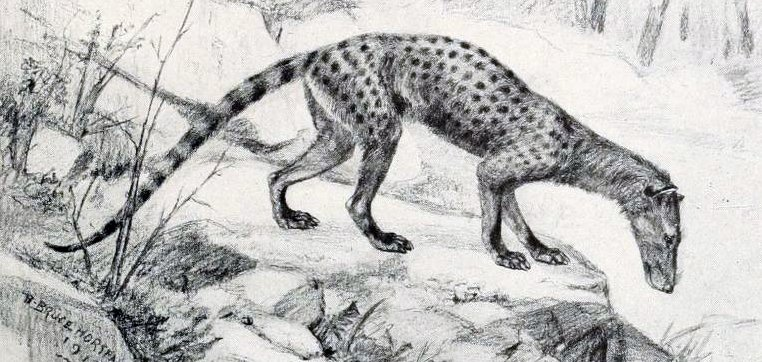
Тритемнодон
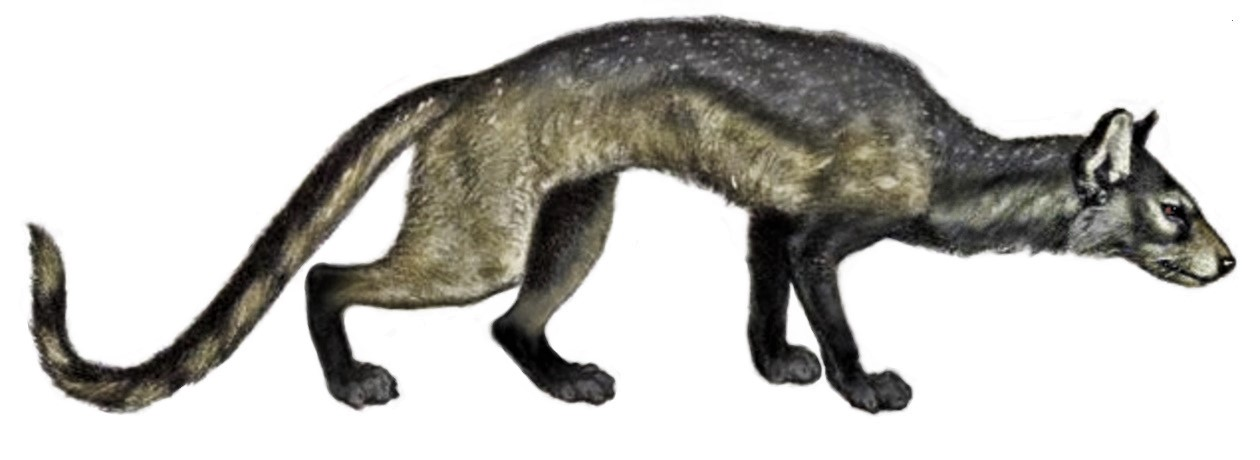
Cynodictis
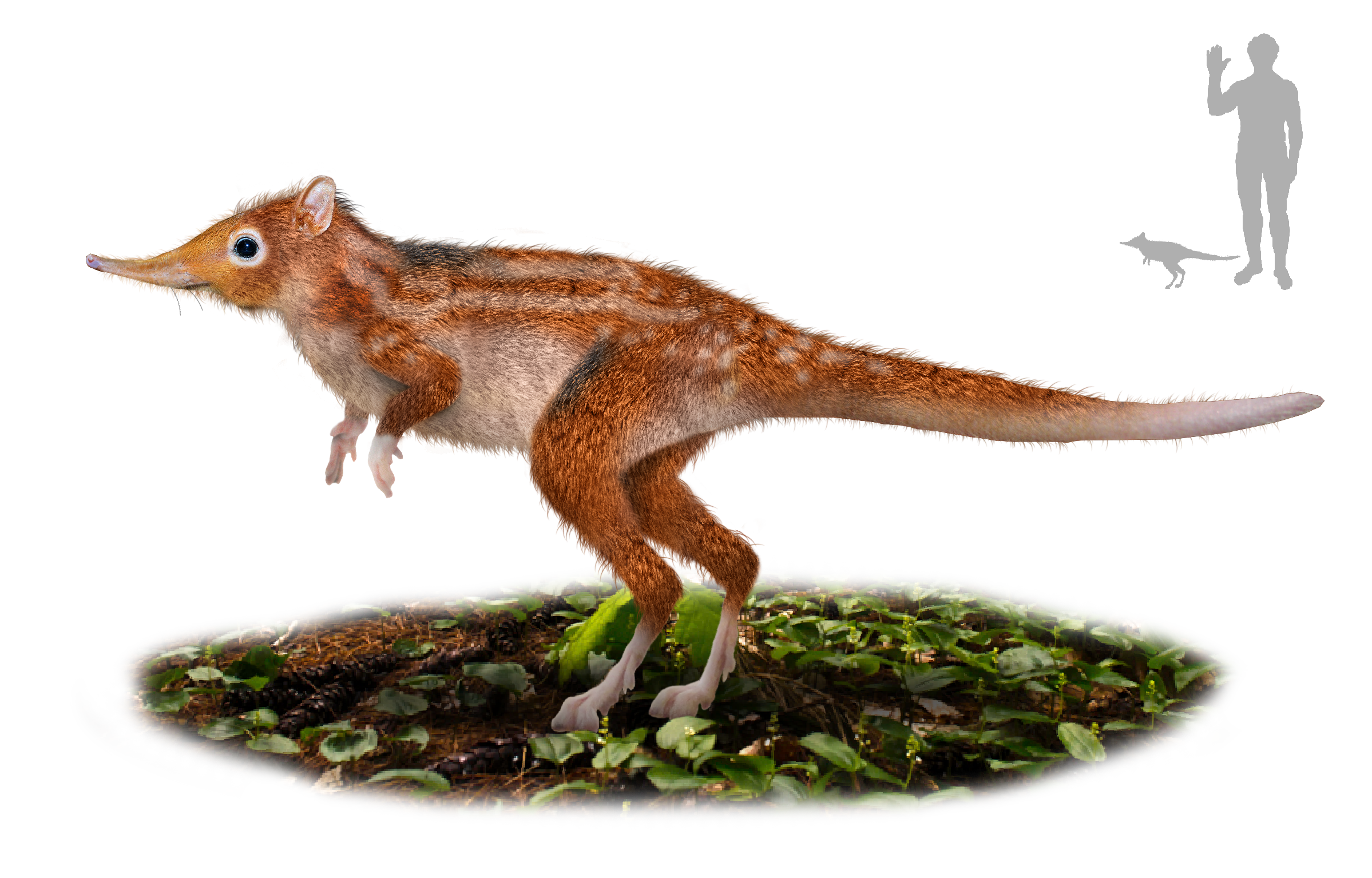
Leptictidium
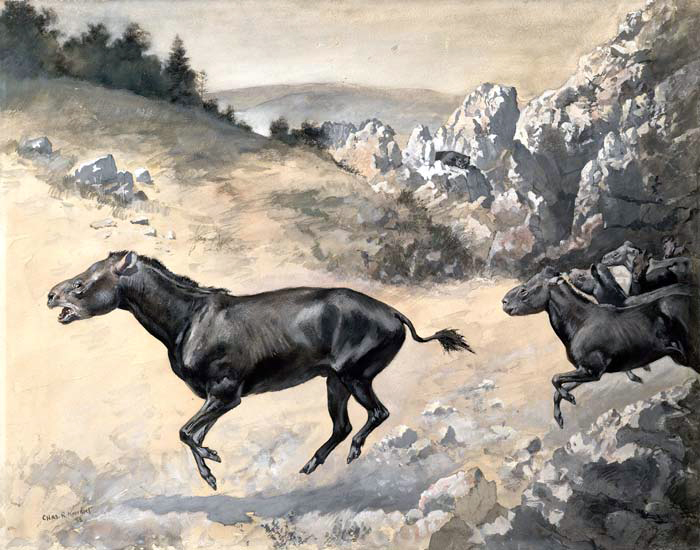
Гиракодоны
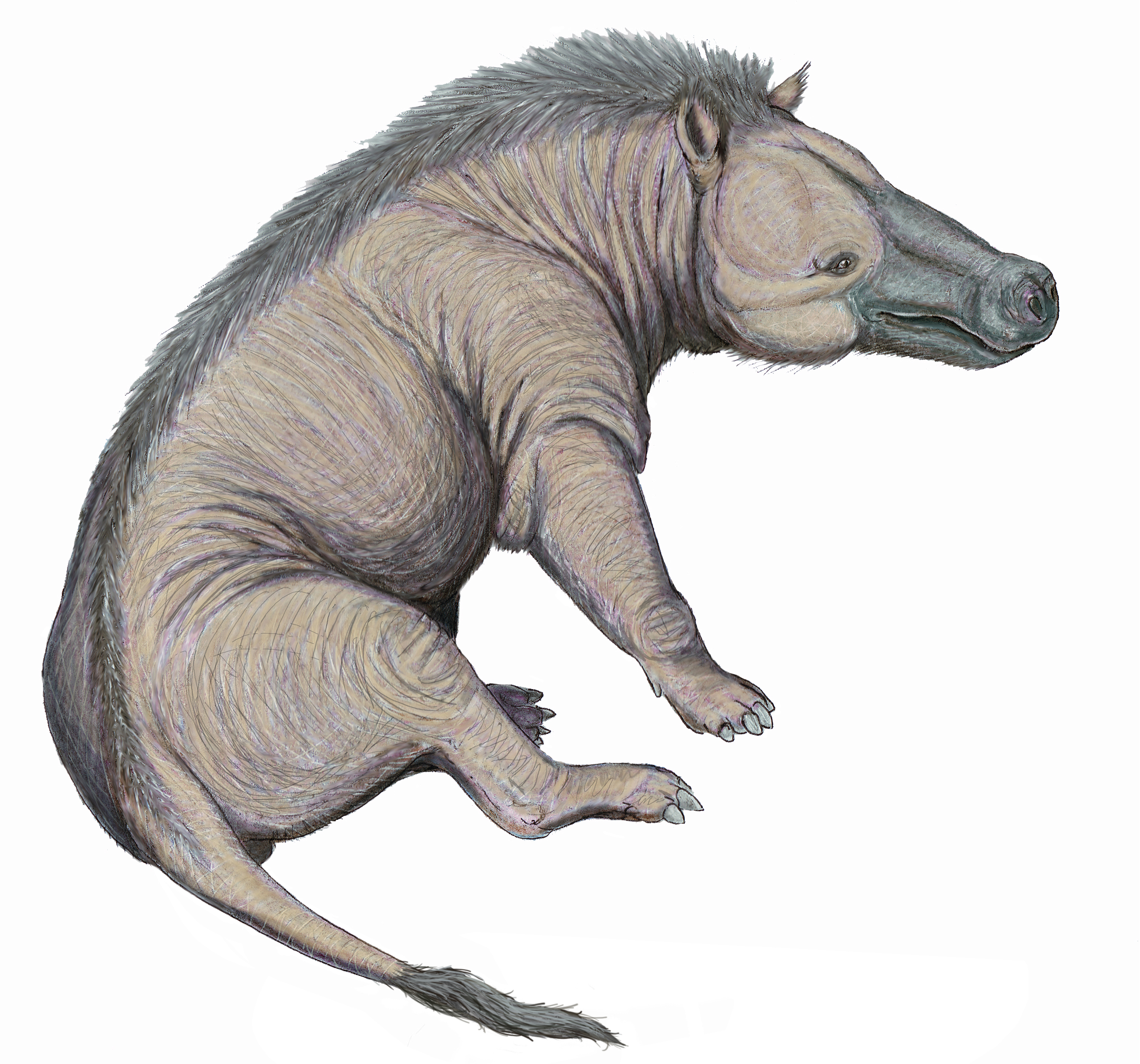
Эндрюсарх
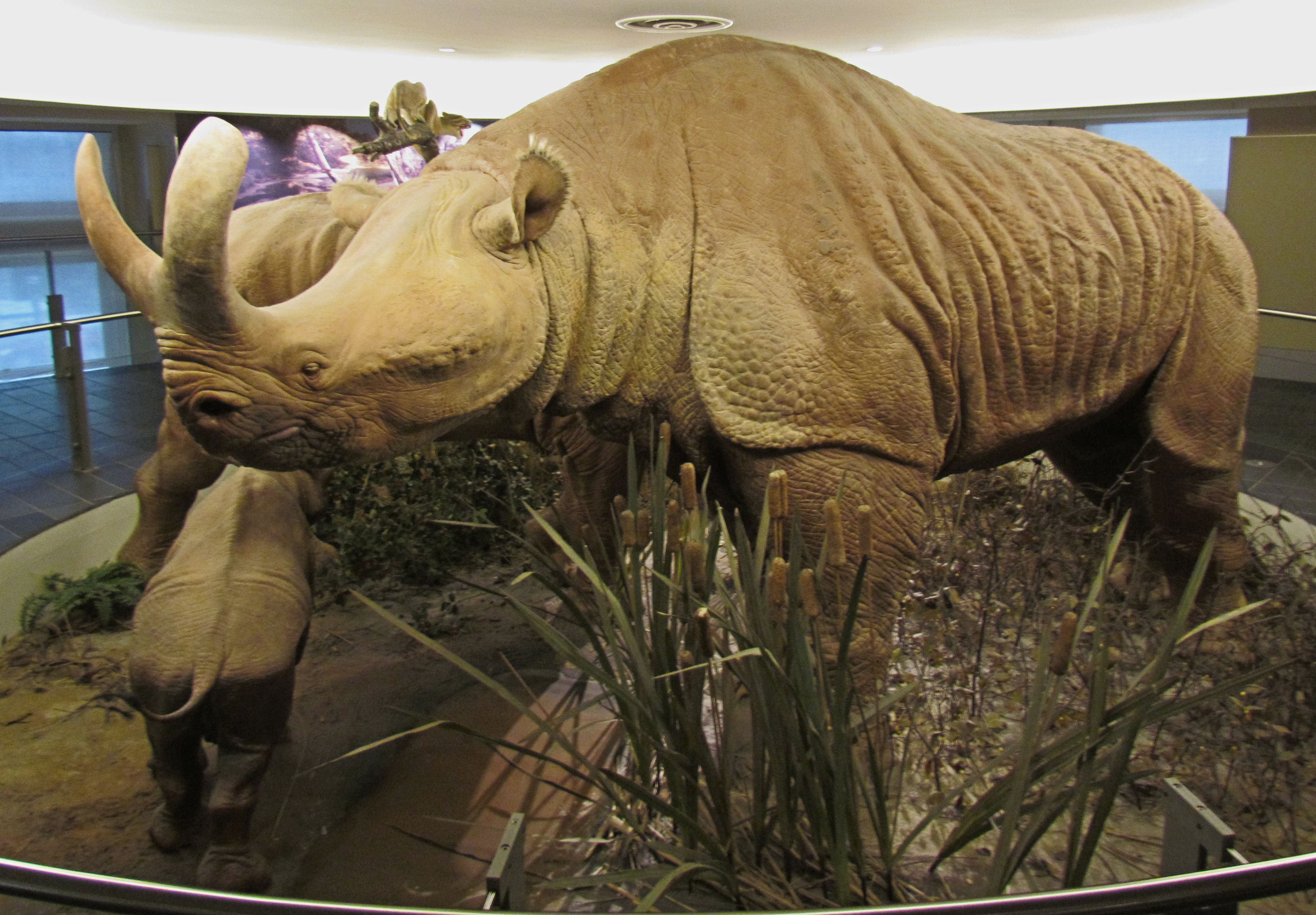
Бронтотерии

### Птицы и пресмыкающиеся
Были богато представлены различные птицы, в том числе одонтоптериксы и диатримы, из пресмыкающихся — ящерицы, змеи, черепахи и крокодилы, а также некоторые мезозойские реликты — хампсозавры. Часть птиц эоцена имеет явное сходство с нынешними видами. Жили хищные попугаи — Messelasturidae и Halcyornithidae. Обитали крупные нелетающие птицы — гасторнисы и Eleutherornis. Сокол Masillaraptor. Gallinuloides, Songziidae, ложнозубые — Gigantornis, Rhynchaeites. Примитивные стрижи рода Aegialornis и примитивные пингвины Archaeospheniscus и Inkayacu

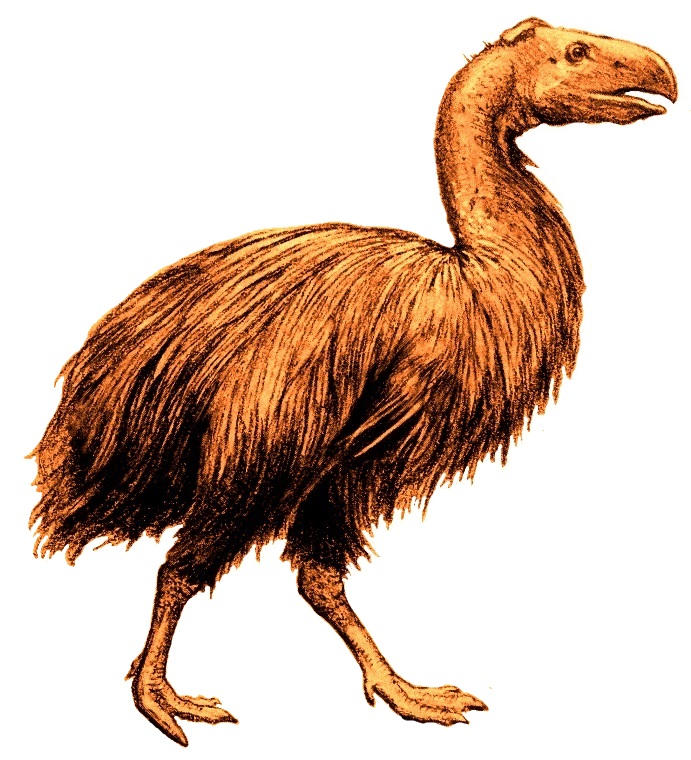
Гасторнис
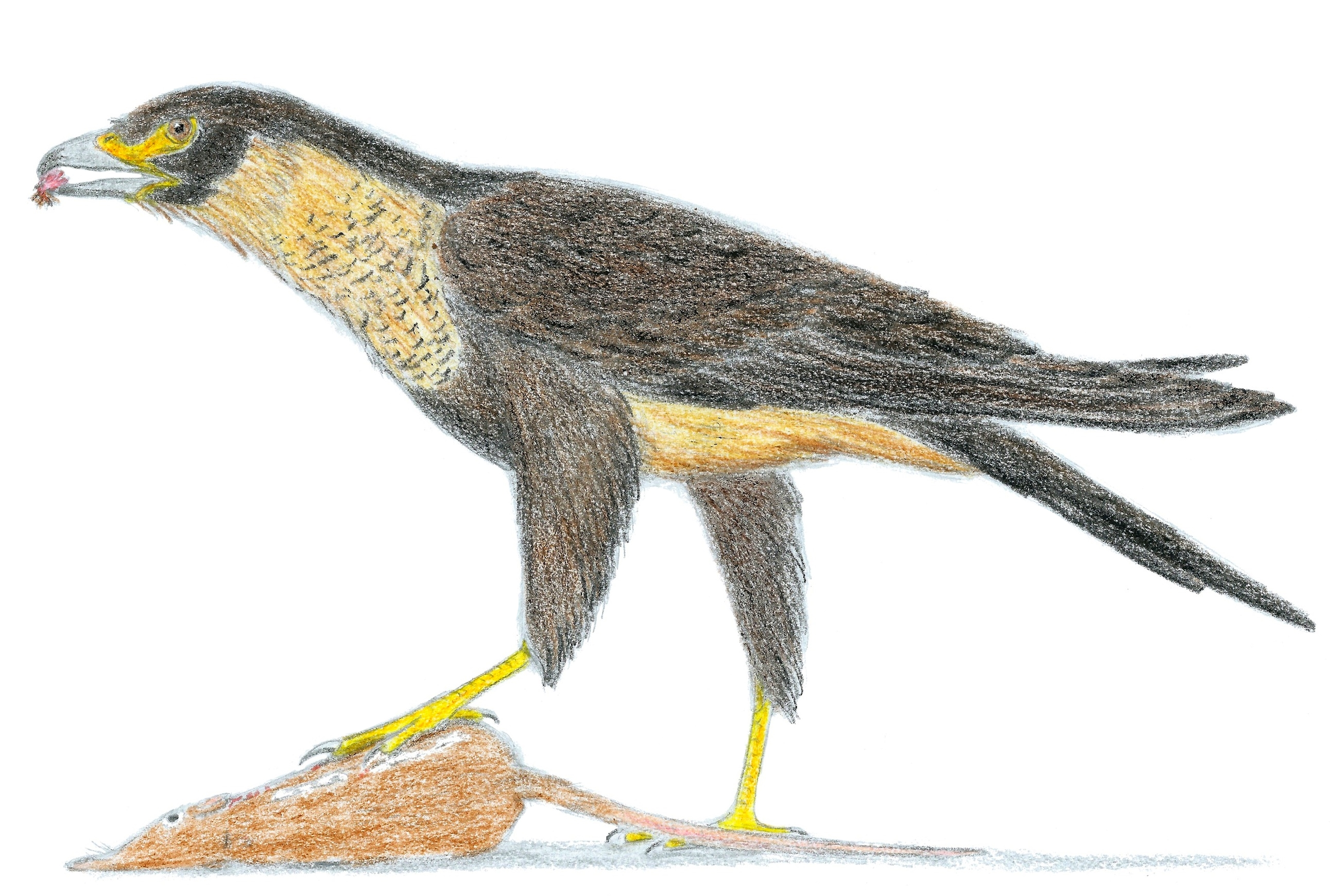
Masillaraptor
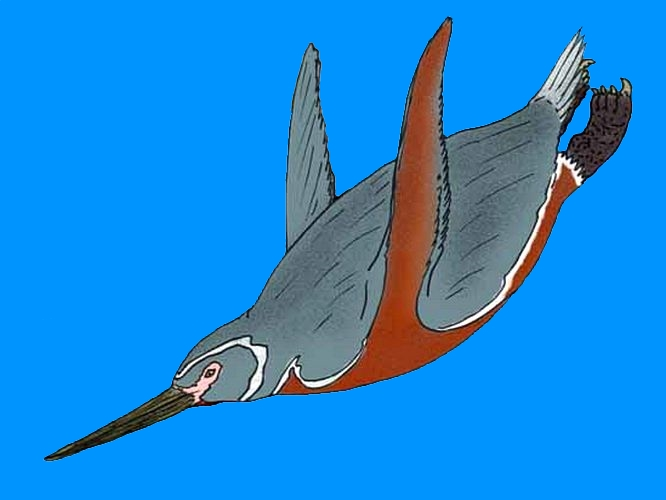
Inkayacu
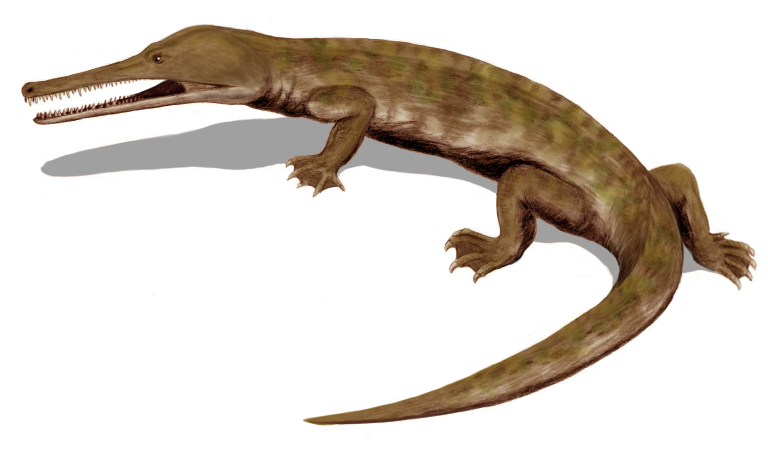
Champsosaurus natator

## Флора
Эпоха эоцена характеризуется развитием тропической растительности. Климат был влажный и тёплый, леса распространились по всей земле от полюса до полюса. Почти вся поверхность оказалась покрыта лесами, кроме отдельных пустынных зон. На острове Элсмир находящемся в полярной климатической зоне в Арктике найдены окаменелости и остатки листьев широколиственных деревьев — болотный кипарис, секвойя. Окаменелости субтропических и тропических деревьев и растений так же найдены в Гренландии и на Аляске. В раннем эоцене пальмы росли до Аляски и Северной Европы.

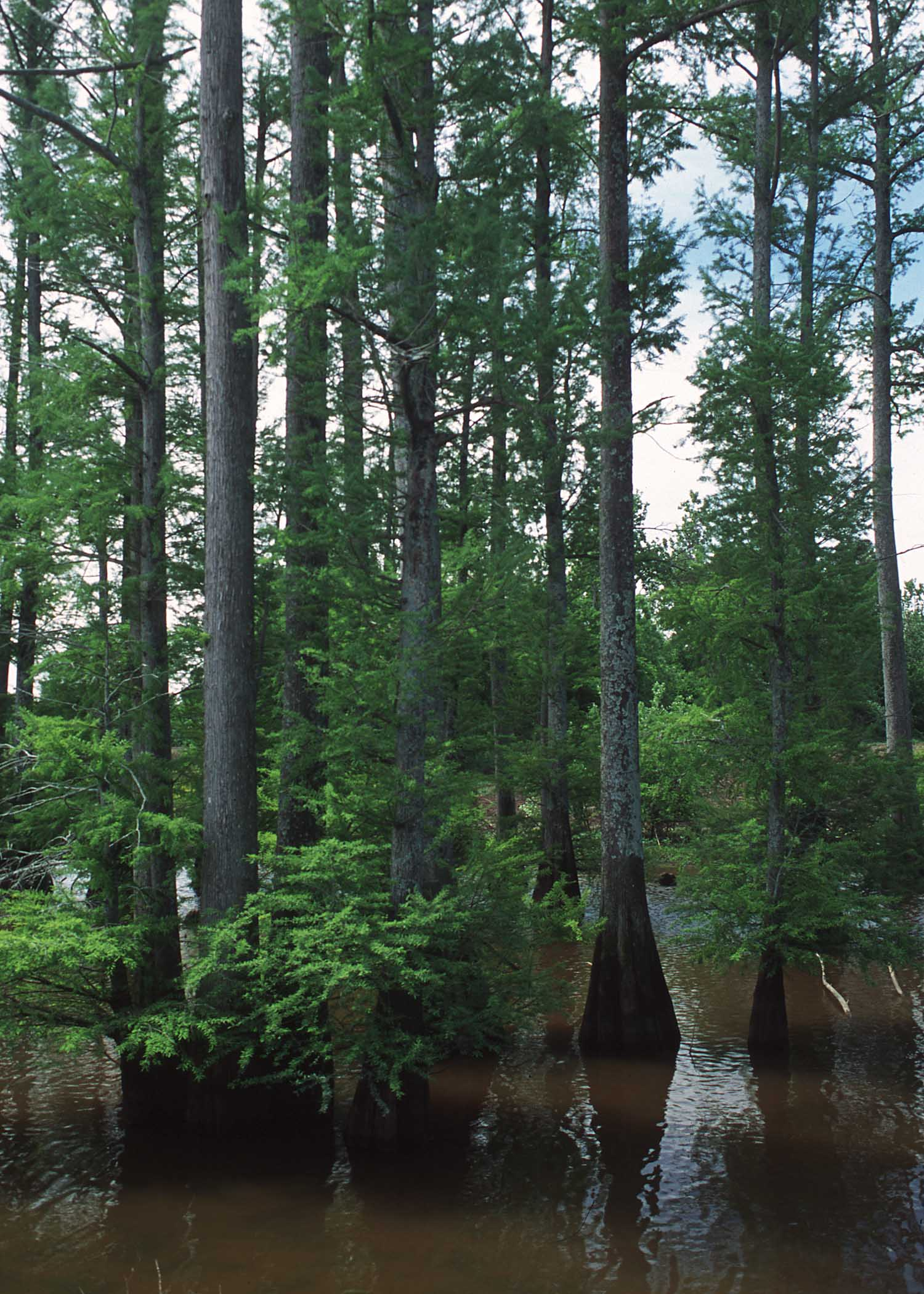
Болотный кипарис или таксодиум двурядный

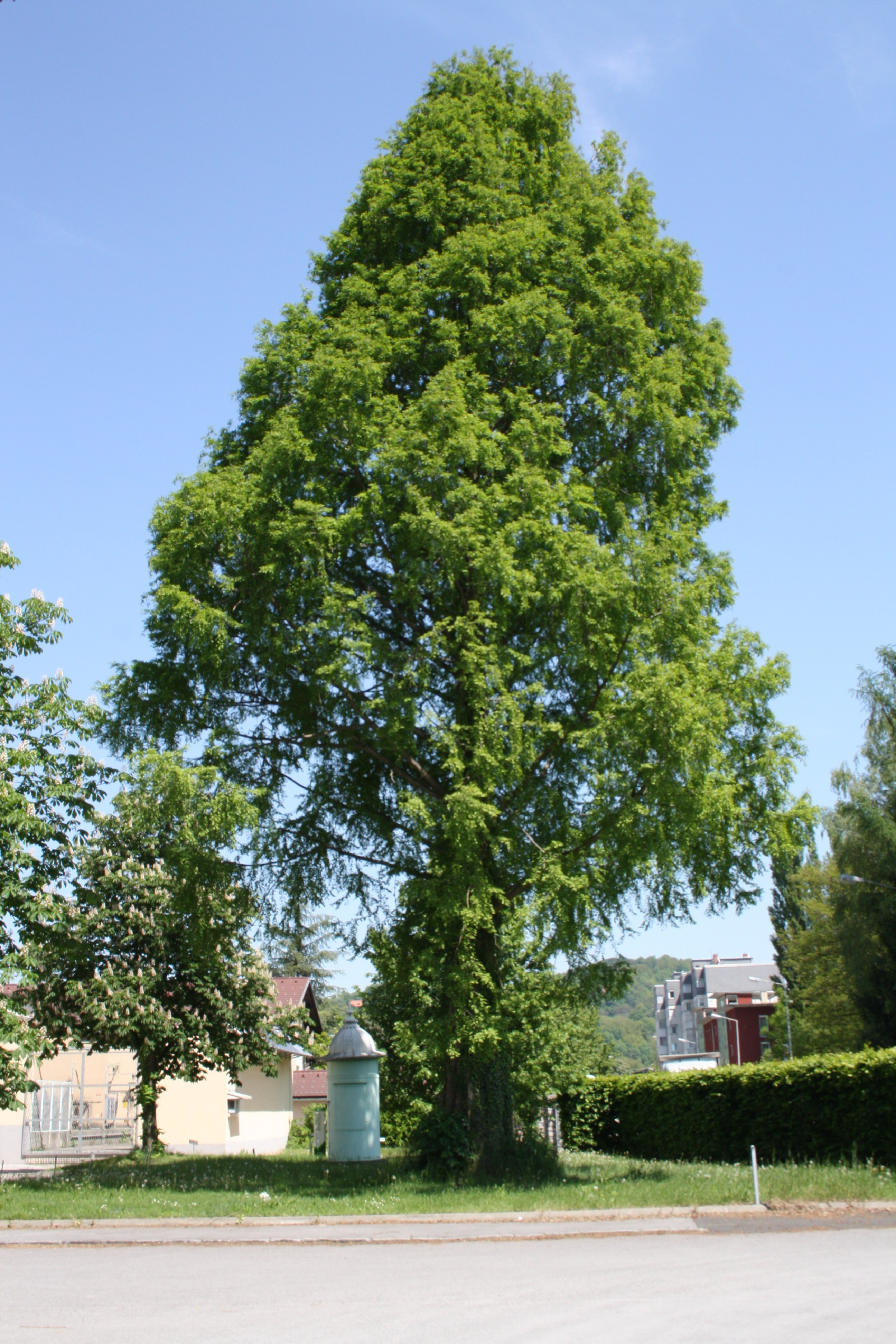
Метасеквойя, произрастала вплоть до нынешних полярных областей, включая остров Элсмир.

Окаменелости эвкалипта считающиеся самыми ранними по датировке найдены в провинции Чубут, Аргентина, 51,9 млн лет назад. В среднем и позднем эоцене началось охлаждение климата и снижение влажности на планете. Леса стали высыхать и значительно поредели. Однако массового распространения саванн и равнин ещё не было, травянистые луга были сосредоточены вдоль рек и озёр. Климат приобрёл сезонный характер, в итоге листопадные деревья, лучше приспособленные к изменению температур и влажности в течение года, стали вытеснять вечнозелёные леса. К концу эоцена широколиственные леса покрывали большую часть континентов, они росли в Северной Америке, Евразии, Арктике. Тропические леса сохранились в Индии, Австралии, Южной Америке и Африке.
Антарктида, в начале эоцена окаймленная теплыми тропическими лесами от умеренных до субтропических, с течением времени стала значительно холоднее; теплолюбивая тропическая флора была уничтожена морозами и к началу олигоцена на континенте появились лиственные леса и обширные участки тундры.
Отложения эпохи эоцена дали начало многим месторождениям нефти, газа, бурого угля.

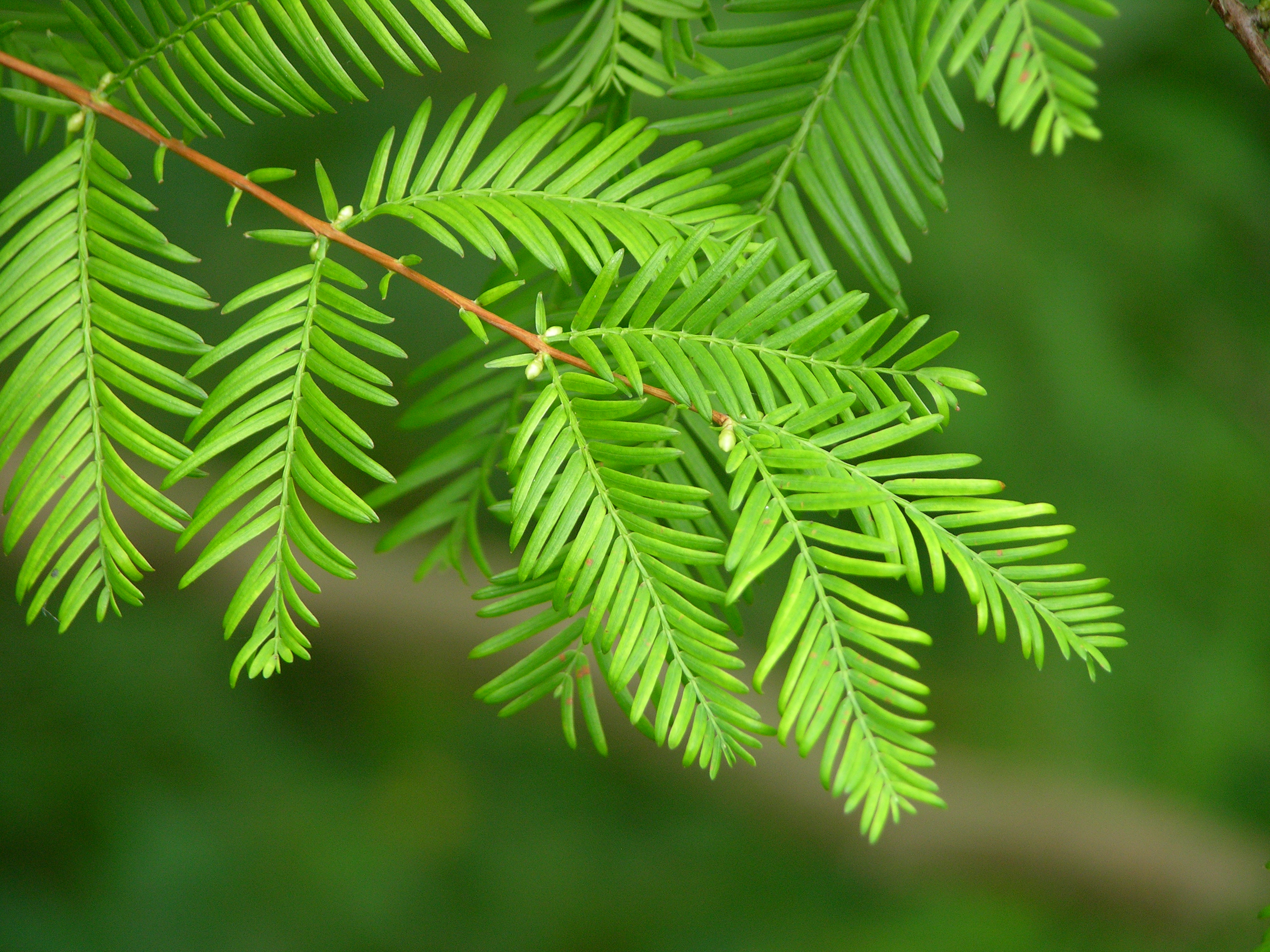
Листья метасеквойи.

## Карта Земли в эоценовой эпохе

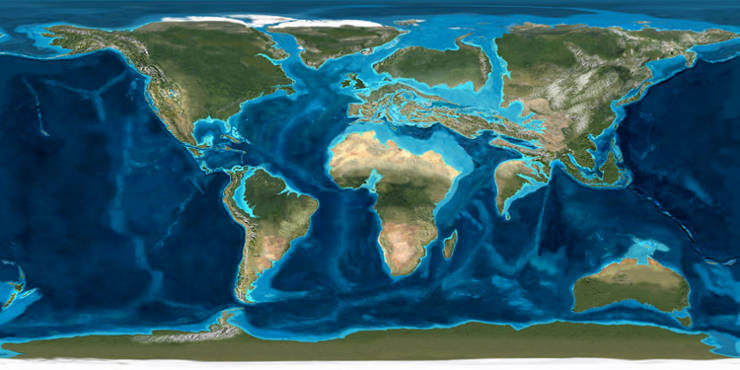
Карта Земли 50 млн лет назад.